# Cameraria umbellulariae
Cameraria umbellulariae là một loài bướm đêm thuộc họ Gracillariidae. Nó được tìm thấy ở Hoa Kỳ (California).
Sải cánh dài khoảng 9 mm.
Ấu trùng ăn Umbellularia californica. Chúng ăn lá nơi chúng làm tổ.